# Вінченцо Манджакапре
Вінченцо Манджакапре  (італ. Vincenzo Mangiacapre, 17 січня 1989) — італійський професійний боксер, олімпійський медаліст, призер чемпіонатів світу та Європи.

## Аматорська кар'єра

### Чемпіонат Європи 2010
- В 1/8 фіналу переміг Міхала Сироватку (Польща) — 6-1
- В 1/4 фіналу програв Дьюла Кате (Угорщина) — 4-9

### Чемпіонат Європи 2011
- В 1/8 фіналу переміг Четіна Оздемура (Туреччина) — 25-19
- В 1/4 фіналу переміг Дьюлу Кате — 22-14
- В півфіналі не вийшов на бій проти Тома Сталкера (Англія)

### Чемпіонат світу 2011
- В 1/32 фіналу переміг Сісіра Кумарасінг (Шрі-Ланка) — 20-3
- В 1/16 фіналу переміг Хуана Ромеро (Мексика) — 24-14
- В 1/8 фіналу переміг Зденека Гладека (Польща) — 16-9
- В 1/4 фіналу переміг Уранчимегійн Менх-Ердене (Монголія) — 16-11
- В півфіналі програв Евертону Лопес (Бразилія) — 7-16

### Олімпійські ігри 2012
- В 1/8 фіналу переміг Дьюлу Кате (Угорщина) — 20-14
- В 1/4 фіналу переміг Даніяра Єлеусінова (Казахстан) — 16-12
- В 1/2 фіналу програв Роніелю Іглесіасу (Куба) — 8-15

З сезону 2012/2013 був учасником новоствореної напівпрофесійної боксерської ліги WSB у складі італійської команди «Italia Thunder».
На чемпіонаті Європи 2013 програв у першому бою.

### Чемпіонат світу 2013
(кат. до 69 кг)
- В 1/16 фіналу переміг Дениса Лазарєва (Україна) — 2-1
- В 1/8 фіналу переміг Парвіза Багірова (Азербайджан) — 3-0
- В 1/4 фіналу програв Даніяру Єлеусінову (Казахстан) — 0-3

### Європейські ігри 2015
- В 1/8 фіналу переміг Адема Авчі (Туреччина) — 3-0
- В 1/4 фіналу переміг Хассана Амзіле (Франція) — 2-1
- У півфіналі переміг Кастріота Сопа (Німеччина) — 3-0
- У фіналі програв Лоренсо Сотомайору (Азербайджан) — 0-3

### Чемпіонат світу 2015
- В 1/8 фіналу переміг Аркона Діаса (Венесуела) — 3-0
- В 1/4 фіналу програв Фазліддіну Гаїбназарову (Узбекистан) — 0-3

### Олімпійські ігри 2016
(кат. до 69 кг)
- В першому раунді змагань переміг Хуана Пабло Ромеро (Мексика) — 2-1
- В другому раунді змагань не вийшов проти Габріеля Маестре (Венесуела) — WO

На чемпіонаті Європи 2017 програв у другому бою Абасу Барау (Німеччина).
На чемпіонаті світу 2017 програв в першому бою Абилайхану Жусупову (Казахстан).
На Європейських іграх 2019 програв у другому бою Патріоту Бехрамі (Косово).
На чемпіонаті світу 2021 програв у першому бою Баатарсухийн Чинзоріг (Монголія).
| Олімпіада   | Дисципліна | Місце |
| ----------- | ---------- | ----- |
| Лондон 2012 | до 64 кг   | 3     |
| Ріо 2016    | до 69 кг   | =9    |

## Професіональна кар'єра
2018 року дебютував на професійному рингу.